# Bicou Bissainthe
Bicou Bissainte (Cap-Haïtien, 15 marzo 1999) è un calciatore haitiano, difensore dell'Hải Phòng.

## Carriera

### Club
Cresciuto calcisticamente nel Real Hope FA, il 31 gennaio 2019 viene acquistato dal North Texas in vista della loro stagione inaugurale in USL League One. Due mesi dopo il suo acquisto, il 30 marzo, fa il proprio debutto da professionista subentrando ad Arturo Rodríguez nel 3-2 casalingo contro il Chattanooga Red Wolves.
Conclusa la stagione con il club statunitense con sedici presenze e zero reti, fa ritorno in patria al Real Hope FA.
La stagione successiva, il 5 agosto 2021, viene acquistato dagli armeni del Sevan.
Dopo una sola stagione fa ritorno nel continente nordamericano, trasferendosi, il 22 aprile 2022, ai canadesi del Pacific che lo danno subito in prestito alla compagine del FC Edmonton. La stagione con gli eddies si rivela molto difficile a causa dei vari problemi logistici del club, tuttavia riesce a contribuire positivamente segnando una due reti in stagione, tra cui uno all'Atlético Ottawa, con cui regala la prima vittoria stagionale al club.
Dopo aver fatto ritorno al Pacific, il 28 gennaio 2023, viene acquistato dall'Hải Phòng. Il giorno dopo debutta con gli Hoa Phượng Đỏ nella supercoppa nazionale persa 2-0 contro l'Hà Nội. Il 4 febbraio debutta anche in campionato nel pareggio per 2-2 contro il Bình Dương.

### Nazionale
Dopo varie presenze nelle nazionali giovanili haitiane, l'11 giugno 2019 ha esordito con la nazionale maggiore haitiana giocando l'amichevole vinta 1-3 contro la Guyana.

## Statistiche

### Presenze e reti nei club
Statistiche aggiornate al 24 gennaio 2024.
| Stagione         | Squadra          | Campionato       | Campionato | Campionato | Coppe nazionali | Coppe nazionali | Coppe nazionali | Coppe continentali | Coppe continentali | Coppe continentali | Altre coppe | Altre coppe | Altre coppe | Totale | Totale |
| Stagione         | Squadra          | Comp             | Pres       | Reti       | Comp            | Pres            | Reti            | Comp               | Pres               | Reti               | Comp        | Pres        | Reti        | Pres   | Reti   |
| ---------------- | ---------------- | ---------------- | ---------- | ---------- | --------------- | --------------- | --------------- | ------------------ | ------------------ | ------------------ | ----------- | ----------- | ----------- | ------ | ------ |
| 2019             | North Texas      | USL L1           | 16         | 0          |                 | -               | -               |                    | -                  | -                  |             | -           | -           | 16     | 0      |
| 2021-gen. 2022   | Sevan            | BC               | 10         | 1          | CA              | 1               | 0               |                    | -                  | -                  |             | -           | -           | 11     | 1      |
| 2022             | FC Edmonton      | CPL              | 21         | 2          | CC              | 0               | 0               |                    | -                  | -                  |             | -           | -           | 21     | 2      |
| 2023             | Hải Phòng        | VL1              | 19         | 0          | CV              | 0               | 0               | -                  | -                  | -                  | SV          | 1           | 0           | 20     | 0      |
| 2024             | Hải Phòng        | VL1              | 8          | 0          | CV              | 0               | 0               | ACL                | 6                  | 0                  | -           | -           | -           | 14     | 0      |
| Totale Hải Phòng | Totale Hải Phòng | Totale Hải Phòng | 27         | 0          |                 | 0               | 0               |                    | 6                  | 0                  |             | 1           | 0           | 34     | 0      |
| Totale carriera  | Totale carriera  | Totale carriera  | 74         | 3          |                 | 1               | 0               |                    | 6                  | 0                  |             | 1           | 0           | 82     | 3      |

### Cronologia presenze e reti in nazionale
| Cronologia completa delle presenze e delle reti in nazionale ― Haiti | Cronologia completa delle presenze e delle reti in nazionale ― Haiti | Cronologia completa delle presenze e delle reti in nazionale ― Haiti | Cronologia completa delle presenze e delle reti in nazionale ― Haiti | Cronologia completa delle presenze e delle reti in nazionale ― Haiti | Cronologia completa delle presenze e delle reti in nazionale ― Haiti | Cronologia completa delle presenze e delle reti in nazionale ― Haiti | Cronologia completa delle presenze e delle reti in nazionale ― Haiti |
| Data                                                                 | Città                                                                | In casa                                                              | Risultato                                                            | Ospiti                                                               | Competizione                                                         | Reti                                                                 | Note                                                                 |
| -------------------------------------------------------------------- | -------------------------------------------------------------------- | -------------------------------------------------------------------- | -------------------------------------------------------------------- | -------------------------------------------------------------------- | -------------------------------------------------------------------- | -------------------------------------------------------------------- | -------------------------------------------------------------------- |
| 11-6-2019                                                            | Alajuela                                                             | Guyana                                                               | 1 – 3                                                                | Haiti                                                                | Amichevole                                                           | -                                                                    | 46’                                                                  |
| 24-6-2019                                                            | Harrison                                                             | Haiti                                                                | 2 – 1                                                                | Costa Rica                                                           | Gold Cup 2019 - 1º turno                                             | -                                                                    | 79’                                                                  |
| 29-6-2019                                                            | Houston                                                              | Haiti                                                                | 3 – 2                                                                | Canada                                                               | Gold Cup 2019 - Quarti di finale                                     | -                                                                    | 90+3’                                                                |
| 15-7-2021                                                            | Kansas City                                                          | Haiti                                                                | 1 – 4                                                                | Canada                                                               | Gold Cup 2021 - 1º turno                                             | -                                                                    | 89’                                                                  |
| 18-7-2021                                                            | Frisco                                                               | Martinica                                                            | 1 – 2                                                                | Haiti                                                                | Gold Cup 2021 - 1º turno                                             | -                                                                    |                                                                      |
| 1-9-2021                                                             | Riffa                                                                | Bahrein                                                              | 6 – 1                                                                | Haiti                                                                | Amichevole                                                           | -                                                                    |                                                                      |
| 4-9-2021                                                             | Riffa                                                                | Giordania                                                            | 0 – 2                                                                | Haiti                                                                | Amichevole                                                           | -                                                                    | 72’                                                                  |
| Totale                                                               |                                                                      | Presenze                                                             | 7                                                                    |                                                                      | Reti                                                                 | 0                                                                    |                                                                      |

## Palmarès

### Club

#### Competizioni nazionali
- USL League One: 1

North Texas: 2019